# Stürzelberg
Stürzelberg est un quartier de Dormagen, en Allemagne.

## Histoire
Au Moyen Âge, Stürzelberg est associé au bureau électoral de Zons de l'électorat de Cologne. La localité dépend alors de l'agriculture et surtout de la pêche. Le Heckhof, à l'est de Stürzelberg, est mentionné pour la première fois dans des documents en 1389 en tant que manoir de l'abbaye de Deutz. Les bâtiments subsistant de ce manoir datent d'au moins 1694, comme en témoigne une date gravée sur une voûte.
En 1788, le Rhin gèle au niveau de Stürzelberg. Les soldats français occupent l'endroit le 5 octobre 1794. Un nouveau découpage administratif est imposé à l'éphémère République cisrhénane, dans lequel Stürzelberg est initialement intégré dans le canton de Zons. Plus tard, le lieu dépend de la mairie de Zons, dans le canton de Dormagen, dans l'arrondissement de Cologne, dans le département de la Roer.
En 1815, la rive gauche du Rhin redevenant germanique, Stürzelberg revient dans le giron de la mairie de Zons, dans l'arrondissement de Neuss, dans le royaume de Prusse. En 1867, les représentants de la communauté de Stürzelberg tentent en vain de fonder leur propre communauté au sein du conseil municipal de Zons. L'industrialisation commence à Stürzelberg au XIXe siècle mais ce n'est qu'en 1926 que l'endroit est équipé du premier système d'égout. Avec la mort du passeur de Stürzelberg en 1965, le service de traversier de Stürzelberg à Düsseldorf-Benrath est interrompu. Stürzelberg fait partie de la ville de Dormagen depuis le 1er janvier 1975.